# Jamile Samuel
Jamile Samuel (ur. 24 kwietnia 1992 w Amsterdamie) – holenderska lekkoatletka surinamskiego pochodzenia specjalizująca się w biegach sprinterskich.
W 2008 dotarła do półfinału biegu na 100 metrów oraz była szósta na dystansie 200 metrów podczas mistrzostw świata juniorów. Startowała w Nowym Sadzie na juniorskich mistrzostwach Europy, latem 2009, odpadając w półfinale biegu na 100 metrów. Na rozegranych w 2010 w Moncton mistrzostwach świata juniorów zdobyła trzy brązowe medale, a w kolejnym sezonie zdobyła dwa srebrne medale mistrzostw Europy juniorów. Wraz z koleżankami z reprezentacji zdobyła w 2012 wicemistrzostwo Europy w biegu rozstawnym 4 × 100 metrów.
W 2016 biegła w finale biegu na 200 metrów podczas mistrzostw Europy rozgrywanych w Amsterdamie.
Złota medalistka mistrzostw kraju oraz reprezentantka Holandii w drużynowych mistrzostwach Europy.
Rekordy życiowe:
- bieg na 60 metrów (hala) – 7,14 (13 lutego 2016, Berlin i 27 lutego 2016, Apeldoorn)
- bieg na 100 metrów – 11,10 (7 sierpnia 2018, Londyn) / 11,04w (15 kwietnia 2017, Claremont)
- bieg na 200 metrów – 22,37 (22 lipca 2018, Londyn)

Samuel, razem z koleżankami z reprezentacji, jest rekordzistką kraju w sztafecie 4 × 100 metrów – 42,04 (2016).

## Osiągnięcia
| Rok  | Impreza                                 | Miejsce        | Konkurencja        | Pozycja    | Wynik |
| ---- | --------------------------------------- | -------------- | ------------------ | ---------- | ----- |
| 2008 | Mistrzostwa świata juniorów             | Bydgoszcz      | bieg na 100 m      | półfinał   | 11,79 |
| 2008 | Mistrzostwa świata juniorów             | Bydgoszcz      | bieg na 200 m      | 6. miejsce | 23,76 |
| 2009 | Mistrzostwa Europy juniorów             | Nowy Sad       | bieg na 100 m      | półfinał   | 12,05 |
| 2010 | I liga drużynowych mistrzostw Europy    | Budapeszt      | bieg na 100 m      | 2. miejsce | 11,51 |
| 2010 | I liga drużynowych mistrzostw Europy    | Budapeszt      | bieg na 200 m      | 4. miejsce | 23,37 |
| 2010 | Mistrzostwa świata juniorów             | Moncton        | bieg na 100 m      | 3. miejsce | 11,56 |
| 2010 | Mistrzostwa świata juniorów             | Moncton        | bieg na 200 m      | 3. miejsce | 23,27 |
| 2010 | Mistrzostwa świata juniorów             | Moncton        | sztafeta 4 × 100 m | 3. miejsce | 44,09 |
| 2011 | I liga drużynowych mistrzostw Europy    | Izmir          | bieg na 200 m      | 1. miejsce | 23,28 |
| 2011 | Mistrzostwa Europy juniorów             | Tallinn        | bieg na 100 m      | 2. miejsce | 11,43 |
| 2011 | Mistrzostwa Europy juniorów             | Tallinn        | bieg na 200 m      | 2. miejsce | 23,31 |
| 2012 | Halowe mistrzostwa świata               | Stambuł        | bieg na 60 m       | eliminacje | 7,47  |
| 2012 | Mistrzostwa Europy                      | Helsinki       | sztafeta 4 × 100 m | 2. miejsce | 42,80 |
| 2012 | Igrzyska olimpijskie                    | Londyn         | sztafeta 4 × 100 m | 6. miejsce | 42,70 |
| 2013 | Halowe mistrzostwa Europy               | Göteborg       | bieg na 60 m       | półfinał   | 7,26  |
| 2013 | Młodzieżowe mistrzostwa Europy          | Tampere        | bieg na 100 m      | eliminacje | 12,08 |
| 2013 | Młodzieżowe mistrzostwa Europy          | Tampere        | sztafeta 4 × 100 m | 4. miejsce | 44,18 |
| 2013 | Mistrzostwa świata                      | Moskwa         | sztafeta 4 × 100 m | eliminacje | 43,26 |
| 2014 | Halowe mistrzostwa świata               | Sopot          | bieg na 60 m       | półfinał   | 7,39  |
| 2014 | Mistrzostwa Europy                      | Zurych         | bieg na 100 m      | półfinał   | 11,54 |
| 2014 | Mistrzostwa Europy                      | Zurych         | bieg na 200 m      | 7. miejsce | 23,21 |
| 2014 | Mistrzostwa Europy                      | Zurych         | sztafeta 4 × 100 m | –          | DNF   |
| 2015 | Halowe mistrzostwa Europy               | Praga          | bieg na 60 m       | 7. miejsce | 7,19  |
| 2015 | I liga drużynowych mistrzostw Europy    | Heraklion      | sztafeta 4 × 100 m | 1. miejsce | 42,88 |
| 2016 | Halowe mistrzostwa świata               | Portland       | bieg na 60 m       | półfinał   | 7,16  |
| 2016 | Mistrzostwa Europy                      | Amsterdam      | bieg na 200 m      | 4. miejsce | 22,83 |
| 2016 | Mistrzostwa Europy                      | Amsterdam      | sztafeta 4 × 100 m | 1. miejsce | 42,04 |
| 2016 | Igrzyska olimpijskie                    | Rio de Janeiro | bieg na 200 m      | eliminacje | 23,04 |
| 2016 | Igrzyska olimpijskie                    | Rio de Janeiro | sztafeta 4 × 100 m | eliminacje | 42,88 |
| 2017 | IAAF World Relays                       | Nassau         | sztafeta 4 × 100 m | 4. miejsce | 43,17 |
| 2017 | Superliga drużynowych mistrzostw Europy | Lille          | bieg na 100 m      | eliminacje | 11,63 |
| 2017 | Superliga drużynowych mistrzostw Europy | Lille          | sztafeta 4 × 100 m | 5. miejsce | 43,56 |
| 2017 | Mistrzostwa świata                      | Londyn         | bieg na 100 m      | eliminacje | 11,52 |
| 2017 | Mistrzostwa świata                      | Londyn         | sztafeta 4 × 100 m | 8. miejsce | 43,07 |
| 2018 | Halowe mistrzostwa świata               | Birmingham     | bieg na 60 m       | eliminacje | 7,34  |
| 2018 | Mistrzostwa Europy                      | Berlin         | bieg na 100 m      | 5. miejsce | 11,14 |
| 2018 | Mistrzostwa Europy                      | Berlin         | bieg na 200 m      | 3. miejsce | 22,37 |
| 2018 | Mistrzostwa Europy                      | Berlin         | sztafeta 4 × 100 m | 2. miejsce | 42,15 |
| 2019 | Halowe mistrzostwa Europy               | Glasgow        | bieg na 60 m       | półfinał   | 7,31  |
| 2019 | I liga drużynowych mistrzostw Europy    | Sandnes        | bieg na 100 m      | –          | DNS   |
| 2019 | I liga drużynowych mistrzostw Europy    | Sandnes        | sztafeta 4 × 100 m | –          | DNF   |
| 2019 | Mistrzostwa świata                      | Doha           | bieg na 200 m      | półfinał   | 23,02 |
| 2019 | Mistrzostwa świata                      | Doha           | sztafeta 4 × 100 m | eliminacje | 43,01 |
| 2021 | Halowe mistrzostwa Europy               | Toruń          | bieg na 60 m       | 3. miejsce | 7,22  |
| 2021 | World Athletics Relays                  | Chorzów        | sztafeta 4 × 100 m | 3. miejsce | 44,10 |
| 2021 | Igrzyska olimpijskie                    | Tokio          | bieg na 200 m      | eliminacje | DNS   |
| 2022 | Mistrzostwa Europy                      | Monachium      | bieg na 200 m      | półfinał   | 23,13 |
| 2022 | Mistrzostwa Europy                      | Monachium      | sztafeta 4 × 100 m | 5. miejsce | 43,03 |
| 2023 | I dywizja drużynowych mistrzostw Europy | Chorzów        | sztafeta 4 × 100 m | 1. miejsce | 42,61 |
| 2023 | Mistrzostwa świata                      | Budapeszt      | sztafeta 4 × 100 m | eliminacje | 42,53 |